# 2010년 오스트레일리아 의회 선거
2010년 오스트레일리아 총선은 전체 150석의 하원의원과 40석의 상원의원을 선출하기 위해 2010년 8월 21일에 실시되었다. 중도좌파 성향의 오스트레일리아 노동당과 중도우파 성향의 자유당/국민당 연합이 경쟁한 가운데 노동당과 연합이 모두 72석을 획득하였다. 투표율은 93.2%를 기록하였다.
선거 전 케빈 러드 총리는 탄소세 신설로 인해 지지도 하락을 겪게 되었다. 이에 노동당은 당초 예상과 달리 자유당/국민당 연합과 접전을 벌이게 되었으며, 선거 패배가 올 수 있음을 예상한 노동당은 러드 총리를 대표직에서 몰아낸 후 부총리였던 줄리아 길러드를 총리로 선출한다. 노동당의 내분으로 두 정당은 이전보다 더 혼전을 겪게 되었으며 선거 결과 72석을 양당이 얻게 되면서 1940년 총선 이후 최초의 헝 의회가 탄생하게 되었다.
총선 결과 양당은 무소속 및 소수 정당 의원들을 영입하기 위해 노력하였다. 우선 오스트레일리아 녹색당은 노동당 지지를 선언하였으며, 이후 노동당은 4명의 의원들을 추가로 영입하면서 정부를 구성할 수 있게 된다. 이 선거는 양당의 대표가 모두 영국에서 태어났다는 특이 기록도 나타났다.

## 같이 보기
- 오스트레일리아의 정당